# إلاغا (إندونيسيا)
إلاغا (بالإنجليزية: Ilaga)‏ إلاغا هو اسم بلدة صغيرة ووادي زراعي في بابوا، بإندونيسيا، حيث يبلغ ارتفاعها 2,286 م (7,500 قدم). ينتمي معظم سكان المنطقة إلى قبيلة داني الغربية. لديها مطار صغير ومجتمع صغير من التجار غير بابوا الغربية والمسؤولين الحكوميين من أنحاء أخرى من إندونيسيا. نهر من نفس الاسم يمتد عبر الوادي، وهو أحد روافد Ilorong. يقع الوادي في منتصف الطريق بين وديان Enarotali و Baliem.

## حادثة تحطم طائرة
في أبريل / نيسان 2009، تحطمت طائرة صغيرة كانت متجهة من موليا (بونتْشاك جايا ريجنسي) إلى إيلاغا (رحلة ميميكا الجوية 514)، مما أسفر عن مقتل جميع ركاب الطائرة العشرة. نُفذت عمليات استعادة وتحديد البقايا من إلاغا، وهي المركز الإداري لمدينة Puncak Regency الإندونيسية.